# Ciutat ibèrica d'Ullastret
La ciutat ibèrica d'Ullastret, establerta al puig de Sant Andreu i, alhora, a l'illa d'en Reixac, dins el municipi d'Ullastret, al Baix Empordà, és el major nucli urbà de cultura ibèrica descobert fins ara a Catalunya. Es troba en el territori que els autors antics van assignar a la tribu ibèrica dels indigets.
El jaciment constitueix una de les seus del Museu d'Arqueologia de Catalunya. El principal objectiu del museu d'Ullastret és conservar, investigar i difondre els vestigis d'època ibèrica que formen el conjunt arqueològic d'Ullastret. Cal destacar que el complex és excepcional, tant per les dimensions com per l'estat de conservació, i la informació que ha proporcionat sobre les formes de vida dels ibers ha estat fonamental en el coneixement d'aquesta antiga cultura que va ocupar la costa oriental de la península Ibèrica durant la segona meitat del primer mil·lenni aC.
El 2012, el govern de Catalunya inicià el procediment per a declarar-ne la zona Bé cultural d'interès nacional, aprovat en 2014.

## Història

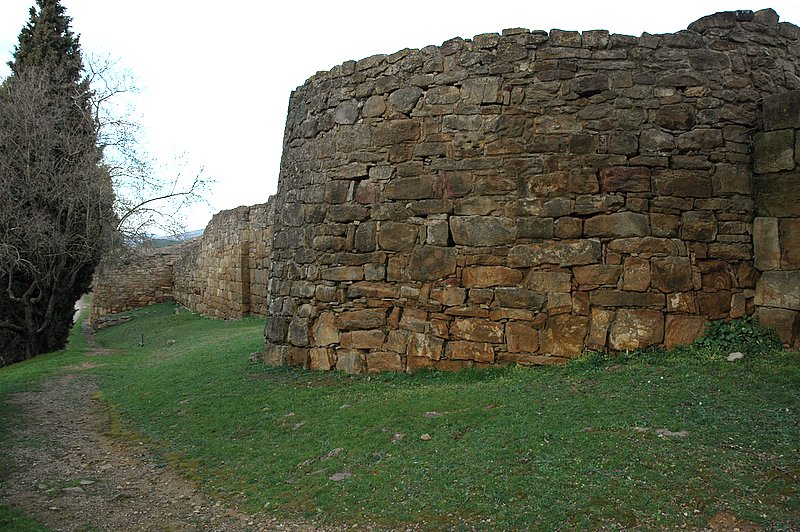
Part de les muralles

Actualment, es proposa identificar la ciutat d'Ullastret amb Indika o Untikesken, capital dels ibers indigets, a partir de l'única citació que se'n coneix, feta per Esteve de Bizanci al seu diccionari geogràfic Ethnica:
«Indika, ciutat d'Ibèria pròxima al Pirineu; alguns l'anomenen Blaberura, i d'ella pren l'origen el nom dels indiketes».
En canvi, altres opinen que «Indica» seria el terme iber equivalent a l'«Emporion» grec, cosa que faria creure que Indika seria alhora Empúries. Altres, encara, indentifiquen Indika amb el barri indiget murallat que les fonts antigues del s. II aC situen adjunt a la Neàpolis grega d'Empúries, en una part del lloc que després ocuparia la ciutat romana. Tanmateix, la dípolis constituïda pel poblat del Puig de Sant Andreu i el de l'illa d'en Reixac és el poblament més gran dels indigets trobat fins ara i, per tant, fàcilment atribuïble a la seva “capital”.
Fou construït sobre el petit puig de Sant Andreu, des d'on es domina el paisatge suau i tranquil del curs final del Daró, i a l'illa d'en Reixac, 500 m al NE, dins l'estany adjunt d'Ullastret, dessecat al segle xix. La ciutat va néixer al segle vi aC i des de finals d'aquest segle estava defensada per una muralla, que avui encara es conserva en gran part. A l'interior del recinte del puig de Sant Andreu, excavat en una part considerable, es poden veure restes d'habitatges, cisternes, sitges utilitzades per a emmagatzemar gra i espais públics, com els temples. Amb l'arribada dels romans, es va iniciar un procés de transformacions en el sistema d'ocupació i explotació econòmica del territori que dugué a l'abandonament de la ciutat durant el segle ii aC.
Al jaciment, també s'hi han trobat restes anteriors del pas de l'ésser humà. D'època prehistòrica, hi ha eines de sílex del Paleolític superior i ceràmiques del Calcolític. Al final del segle vii aC, s'hi va establir un poblat, que va ser el primer assentament estable al Puig. D'aquest poblat, actualment no en queden estructures visibles, ja que es va construir amb materials peribles (fang, fusta) i les edificacions ibèriques posteriors el varen arrasar de manera gairebé total.
La cultura ibèrica va néixer gràcies a les influències culturals exercides pels colonitzadors grecs i fenicis sobre les poblacions indígenes del bronze final o primera edat del ferro a la façana mediterrània de la península Ibèrica. És considerada la primera cultura històrica de l'espai geogràfic català, amb un sistema d'escriptura propi adaptat del grec antic. Tanmateix, es desconeix el significat de la majoria de paraules. Com a innovacions tecnològiques més importants, els ibers van adoptar el torn de terrisser, van desenvolupar una veritable metal·lúrgia del ferro i, per primera vegada, es va utilitzar de manera generalitzada la construcció de cases de planta rectangular, fetes amb murs amb basaments de pedra. Estaven compartimentades en una o dues habitacions i pati.

## Investigacions arqueològiques

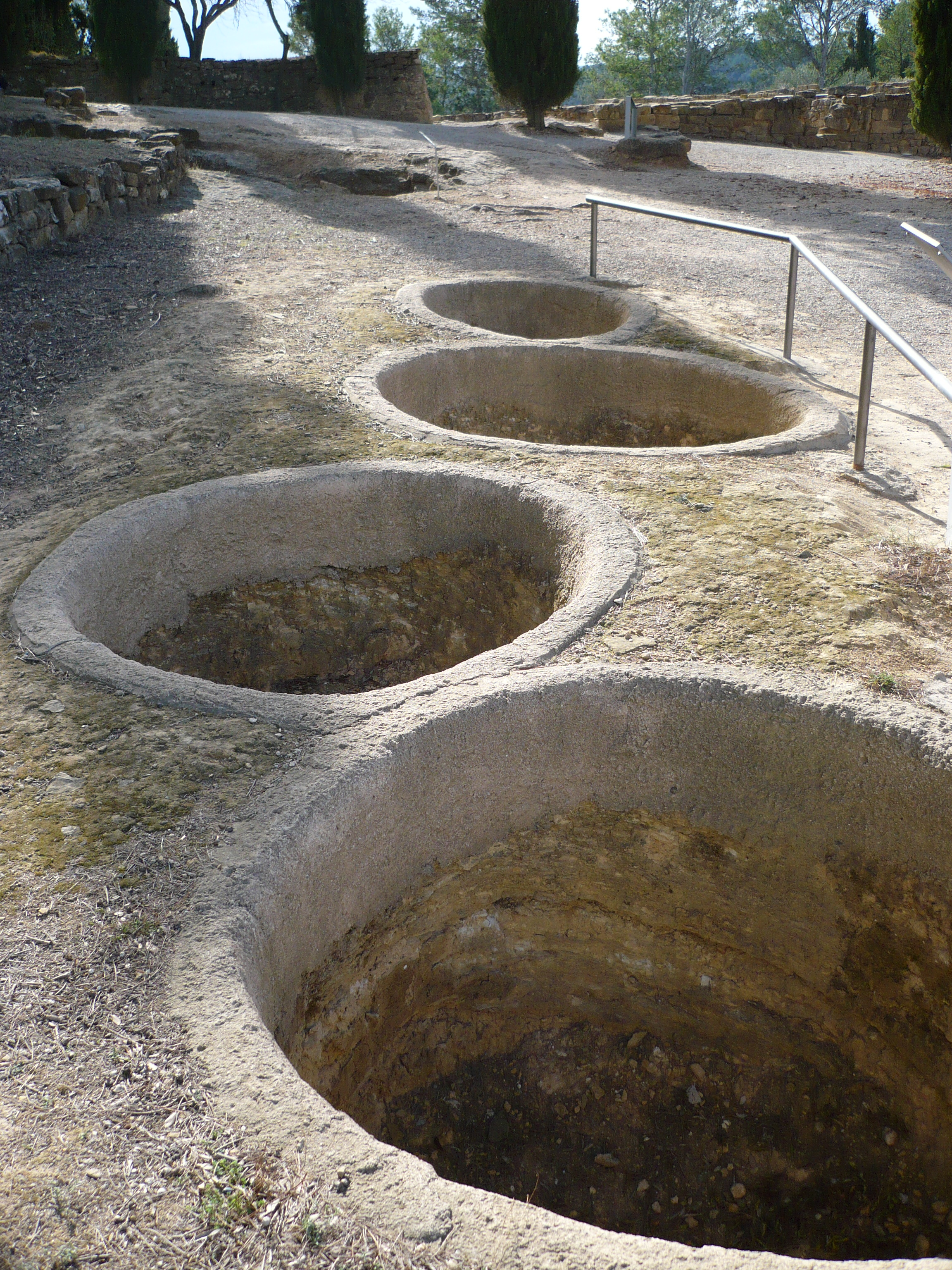
Camp de sitges per a emmagatzemar gra, excavades a la ciutat

Els poblats ibèrics, generalment, es van instal·lar sobre turons de fàcil defensa i fortificats amb muralles, que s'anomenen oppidum. En el seu interior, les cases s'arrengleraven al llarg de carrers de traçat adaptat al sòl, sovint irregular. Les cases eren de planta senzilla, amb una o dues habitacions i a vegades amb pati.
A Ullastret, però, també hi ha grans cases de famílies aristocràtiques. La zona actual d'excavacions, tant al puig de Sant Andreu com a l'illa d'en Reixac, es correspon amb el que es creu que són cases aristocràtiques. Tenien una organització social que els va permetre efectuar obres importants de caràcter públic, com ara les muralles, les cisternes o els temples. Cada poblat dominava un territori del qual explotava els recursos econòmics de què vivien, especialment agricultura i ramaderia, però també mines, pedreres, etc. Comerciaven entre ells, i amb grecs i feniciopúnics.
A Ullastret, des del final del segle VI aC, el poblat va estar defensat amb muralla. Al voltant del 400 aC, la fortificació es va ampliar, duplicant gairebé la seva superfície. Aquesta modificació dels sistemes defensius es relaciona amb una època d'inseguretat. En el darrer terç del segle iii aC, coincidint amb l'inici de la Segona Guerra Púnica, es van fer altra vegada reformes importants a la fortificació. Amb l'arribada dels romans a la zona, es va iniciar un procés de transformacions en el sistema d'ocupació i explotació econòmica del territori. Cató va imposar l'arrasament de les muralles. Ullastret, dintre l'àrea d'influència directa d'Empúries, lloc del primer desembarcament romà, va ser abandonat en el primer quart del segle ii aC. No se'n coneixen les causes, encara que es creu que fou pacíficament, ja que no hi ha indicis de destrucció per ocupació.
Al jaciment, molt ben conservat, es pot veure la disposició dels carrers adaptats a l'orografia del turó i l'extraordinària muralla amb torres quadrades i circulars. La part de la ciutat situada a l'illa d'en Reixac tot just es comença a estudiar en profunditat, però sembla que devia ser un nucli tant o més important com el del puig de Sant Andreu. El museu, l'edifici del qual aprofita el que havia estat una antiga ermita cristiana i un castell d'època carolíngia, mostra amb molt de detall les troballes efectuades al jaciment amb un suport audiovisual que presenta una reconstrucció virtual de la dípolis. Hi criden especialment l'atenció els cranis enclavats.

## Darreres descobertes
- 2000. Confirmació que un edifici que es va començar a trobar el 1995 és un palau de 500 m², del segle iii aC, que pertanyia a una família dominant.[6]
- 2001. Es descobreix un forn metal·lúrgic per a bronze i ferro del segle iii aC, i un enllosat.[7]
- 2002. Apareixen nous assentaments a l'exterior del recinte emmurallat d'Ullastret.[8]
- 2004. Es descobreix una gran llar de foc quadrada d'1,30 m de costat dins d'una casa senyorial fundada el 325 aC i nombroses restes humanes.[9]

## Màscares de terracota

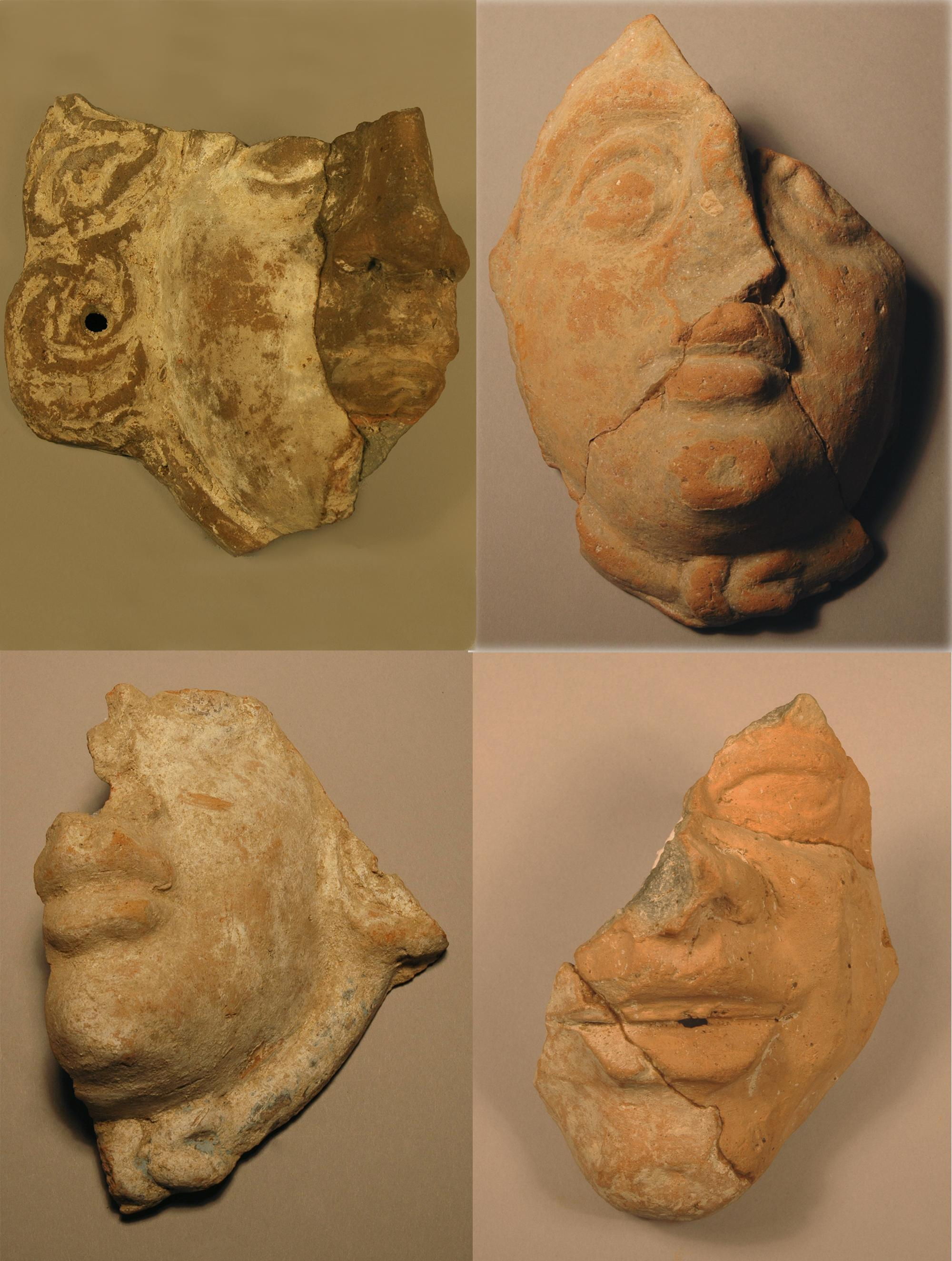
Màscares de terracota

Aquestes màscares, que són de terracota i algunes conserven restes de policromia, han estat trobades en diversos indrets de l'oppidum del puig de Sant Andreu, però en la seva major part procedeixen de la zona sacra del jaciment, en la qual s'han documentat dos temples del segle iii aC, que presenten característiques arquitectòniques pròpies dels edificis cultuals de tradició mediterrània.
Les màscares degueren estar lligades al culte efectuat en aquests temples. Totes tenen trets formals semblants, fet que fa suposar que provindrien d'un mateix taller, tal vegada local. El seu ús com a exvots no és un element habitual en el món ibèric i, molt probablement, el seu origen s'hagi de relacionar amb els contactes colonials amb el món púnic i grec. Ens trobem davant d'un clar exemple d'assimilació d'un objecte cultual i del ritual que aquest implica.
La dedicació del culte en aquests temples estaria destinada molt probablement a divinitats del món indígena, que adapten rituals i iconografia propis del món mediterrani. En total, s'han recuperat 37 fragments de màscares, entre els quals es troben representacions de personatges idealitzats, demoníacs o mitològics com l'Aqueloos, el Sàtir o la Gòrgona. A aquesta darrera, pertanyen la major part dels exemplars, en els quals, tot i que cap no és sencer, es poden reconèixer els trets iconogràfics d'aquest personatge mitològic, com ara la cabellera, les dues serps sota el mentó i els trets facials exagerats.